# Тиолье, Пьер-Жозеф
Пьер-Жозеф Тиолье (фр. Pierre-Joseph Tiolier, 17 марта 1763, Лондон — 27 июня 1819, Бурбон-ле-Бен) — французский медальер и резчик монетных штемпелей, отец медальера Никола-Пьера Тиолье.

## Биография
Родился в Лондоне. Был младшим, четырнадцатым ребёнком в семье происходившего из Оверни кулинара. В возрасте примерно 21 года уехал во Францию. Учился медальерному искусству у своего шурина Бенжамена Дювивье. В 1795 году назначен контролёром монет Парижского монетного двора, а в 1803 году — генеральным гравёром монет. Отвечал за монетные штемпеля не только Парижского монетного двора, но и других монетных дворов, чеканивших наполеоновские монеты (Вестфалии, Генуи, Женевы, Рима).
Создал пробную монету в 5 франков 1808 года, известную также как «рейнский союзный талер» (нем. Rheinbundtaler), с портретом Наполеона I и указанием титулов императора и протектора Рейнского союза на аверсе, номинала, титула и имени великого герцога Бадена Карла Фридриха Баденского на реверсе.
Создал ряд медалей и жетонов, в том числе: в честь посещения русским послом Парижского монетного двора (1801), Общества поощрения промышленности (1801), торговой палаты Руана (1802), нотариата департамента Сена (1806).
Изготовленные им штемпеля подписывал «TIOLIER». Некоторые штемпеля, изготовленные другими резчиками, отмечены его монограммой «T».